# ASK Baumgarten
Der ASK Baumgarten ist ein österreichischer Fußballverein aus der Gemeinde Baumgarten im Burgenland, der lange Zeit in der Regionalliga Ost spielte. Nachdem der Verein in der Saison 2011/12 wieder in die burgenländische Landesliga abgestiegen war, wurde der Betrieb der Kampfmannschaft aus wirtschaftlichen Gründen im Juli 2014 eingestellt. Nachdem bereits Ende 2013 die Damenmannschaft aufgelöst worden war, ist der Verein zurzeit nur mit Spielgemeinschaften im Nachwuchs aktiv, wobei die Aktivitäten bei den Partnervereinen, vorwiegend in Draßburg, stattfinden.

## Gründung
Die erste beständige Fußballmannschaft bildete sich in der kleinen burgenländischen Gemeinde im Jahr 1935. Bis zur Errichtung eines Sportplatzes trug die Mannschaft ihre Freundschaftsspiele gegen Vereine aus der Nachbarschaft auf einfachen Wiesen aus. Die provisorische Vereinsführung oblag damals den Herren Franz Ugrinovich, Stefan Bauhofer, Franz Kovacsich und Konrad Kovacsich. Mit der Fertigstellung des eigenen Sportplatzes im Jahr 1938 steigerte sich auch das Interesse der Bevölkerung am Fußballspiel und so nahm die Dorfmannschaft ab 1941 an einer nicht offiziellen Meisterschaft mit den Nachbargemeinden teil. 1945 wurde der Verein unter Führung von Ludwig Ivanschitz, Stefan Bauhofer und Karl Hombauer als Fußball-Club Baumgarten bei der Behörde angemeldet und damit vereinsrechtlich gegründet.

## Männerfußball

### Geschichte
Die ersten Jahre in den unteren Klassen
1946 stieg der FC Baumgarten in die Meisterschaft ein und spielte bis zur Saison 1949/50 mit mäßigem Erfolg in der letzten Klasse (2. Klasse Mitte, 2. Klasse B, 2. Klasse B Mitte). Nach einer schwerwiegenden Vereinskrise im Jahr 1950 wurde aus dem FC Baumgarten der ASK Baumgarten. Bereits in der Saison 1950/51 feierte der Verein den Meistertitel der 2. Klasse und konnte dadurch in die nächsthöhere Spielstufe (1. Klasse B) aufsteigen.
Nach Tumulten während eines Meisterschaftsspiels gegen Pöttsching, die in einem Spielabbruch endeten, mussten die Baumgartner 1959 eine Platzsperre hinnehmen und ihre restlichen Heimspiele in Draßburg austragen. Auf Grund dieses Umstandes stellte der Verein seinen Spielbetrieb für ein Jahr ein und kehrte erst 1961 wieder in die Meisterschaft der 1. Klasse Mitte zurück. 1962 eroberte der ASK den ersten Platz und stieg erstmals in die 2. Liga Nord auf. Im Folgejahr zahlte Baumgarten in der 2. Liga Nord noch Lehrgeld und stieg gleich wieder ab, kehrte aber bereits eine Saison später wieder in die 2. Liga zurück.
Der Aufstieg in die Landesliga
In den ersten Jahren der in der zweiten Liga Nord wartete Baumgarten mit unterschiedlichen Platzierungen, mal in den vorderen, mal in den hinteren Rängen auf. Seinen bis dahin größten Erfolg erreichte der Dorfverein unter Trainer Georg Pichler mit dem Titelgewinn und dem Aufstieg in die Burgenländische Landesliga, der späteren Burgenland-Liga, im Spieljahr 1971/72. Bis zur Stilllegung des Betriebes konnte sich der ASK Baumgarten in der höchsten Liga des Burgenländischen Fußballverbandes etablieren.
Nach fünf Meisterschaftsrunden übernahmen die Baumgartner überraschend die Tabellenführung. Durch eine grassierende Maul- und Klauenseuche musste der Meisterschaftsbetrieb aber kurzzeitig unterbrochen werden. Nach der Wiederaufnahme vermochte der ASK nicht mehr an die vorangegangenen Leistungen anschließen, erreichte aber in seiner ersten Landesligasaison bereits den vierten Rang. In den nächsten Jahren erreichte Baumgarten ausschließlich Platzierungen im unteren Tabellendrittel. 1979 holte sich die Mannschaft den Herbstmeistertitel, der Vereinsvorstand wollte aber zu diesem Zeitpunkt das finanzielle Risiko eines Aufstiegs in die Regionalliga nicht riskieren. Die Baumgartner spielten daher in wichtigen Partien „ohne den letzten Biss“ und pendelten sich schließlich auf dem dritten Rang ein. Im Folgejahr beschlossen die Vereinsverantwortlichen die Mannschaft um den Meistertitel mitspielen zu lassen, da dieser ab dieser Saison nicht mehr zum Aufstieg verpflichtete. In der Endabrechnung belegte der ASK Baumgarten allerdings nur den zweiten Platz hinter dem SV Oberwart. Danach folgten drei Jahre Abstiegskampf, bevor der Verein unter Trainer Hermann Krenn seine Leistungen wieder konsolidieren konnte und in der Saison 1985/86 erstmals den Aufstieg in die Regionalliga Ost erreichte.
Pendeljahre zwischen Landes- und Regionalliga
Die Premiere in der Regionalliga endete für Baumgarten mit dem umgehenden Abstieg in die Landesliga, die man 1987/88 als Vizemeister hinter Güssinger SV aber gleich wieder Richtung dritter Spielstufe verlassen konnte. 1989 platzierte sich Baumgarten in der Regionalliga auf dem zwölften Tabellenrang und erreichte damit erstmals den Klassenerhalt. Im selben Jahr spielte der ASK vor 2500 Zuschauern im ÖFB-Pokal, schied aber gegen den Bundesligisten FK Austria Wien mit 1:4 chancenlos aus. 1996 blieben die Burgenländer in der ersten Runde im ÖFB-Pokal überraschend gegen den FCN St. Pölten erfolgreich, scheiterten aber in der zweiten Runde mit 1:5 am Grazer AK. Seit dem erstmaligen Aufstieg in die Regionalliga pendelte Baumgarten in mehrjährigen Abständen zwischen der dritten und vierten Spielstufe, wobei sich der Verein vor dem Abstieg (2002) immerhin sieben Jahre in der Liga halten konnte.
Insgesamt spielten die Baumgartner seit 1973 bereits 18 Saisonen in der Landesliga und 12 Jahre in der drittklassigen Regionalliga Ost. Den Höhepunkt der Vereinsgeschichte erlebte der Arbeitersportklub dabei in der Saison 1999/2000 mit dem Vizemeistertitel in der Regionalliga hinter dem heute in der Bundesliga spielenden SV Mattersburg. Nach diesem schönen Erfolg musste der Verein sein finanzielles Hauptaugenmerk jedoch auf die Wiedererrichtung der abgebrannten Sportanlage richten, worunter der sportliche Erfolg zu leiden hatte, was schließlich im Jahr 2002 zum Abstieg in die Landesliga führte. Der Wiederaufstieg glückte nach zwei zweiten Plätzen in den letzten Jahren mit dem Meistertitel in der Saison 2005/06, den sich die Mannschaft nach einem missglückten Start in die Herbstsaison vor allem durch sehr gute Leistungen in der Frühjahrsmeisterschaft sicherte. In der zweiten Regionalligasaison folgte 2008 aber wieder der Abstieg. In der Saison 2008/09 wurde der Verein Meister der Burgenlandliga und stieg damit direkt wieder in die Regionalliga auf. Nachdem der Verein in der Saison 2010/11 in der Regionalliga Ost nur den 16. und letzten Platz belegt hatte, stieg er neuerlich ab und spielte bis zur Betriebsstilllegung in der Burgenlandliga.

### Titel und Erfolge
Erklärung: Die Zahl in der Klammer gibt die österreichweit betrachtete Höhe der Spielstufe an.
- 4 × Burgenländischer Landesmeister: 1986, 1991, 1995, 2006
- 1 × Amateur-Mitropacupsieger: 2006
- 2 × Meister 1. Klasse A Mitte (5): 1962 und 1964
- 1 × Meister 2. Liga Nord (6): 1972

### Bekannte Spieler
- Andreas Ivanschitz, Jugend

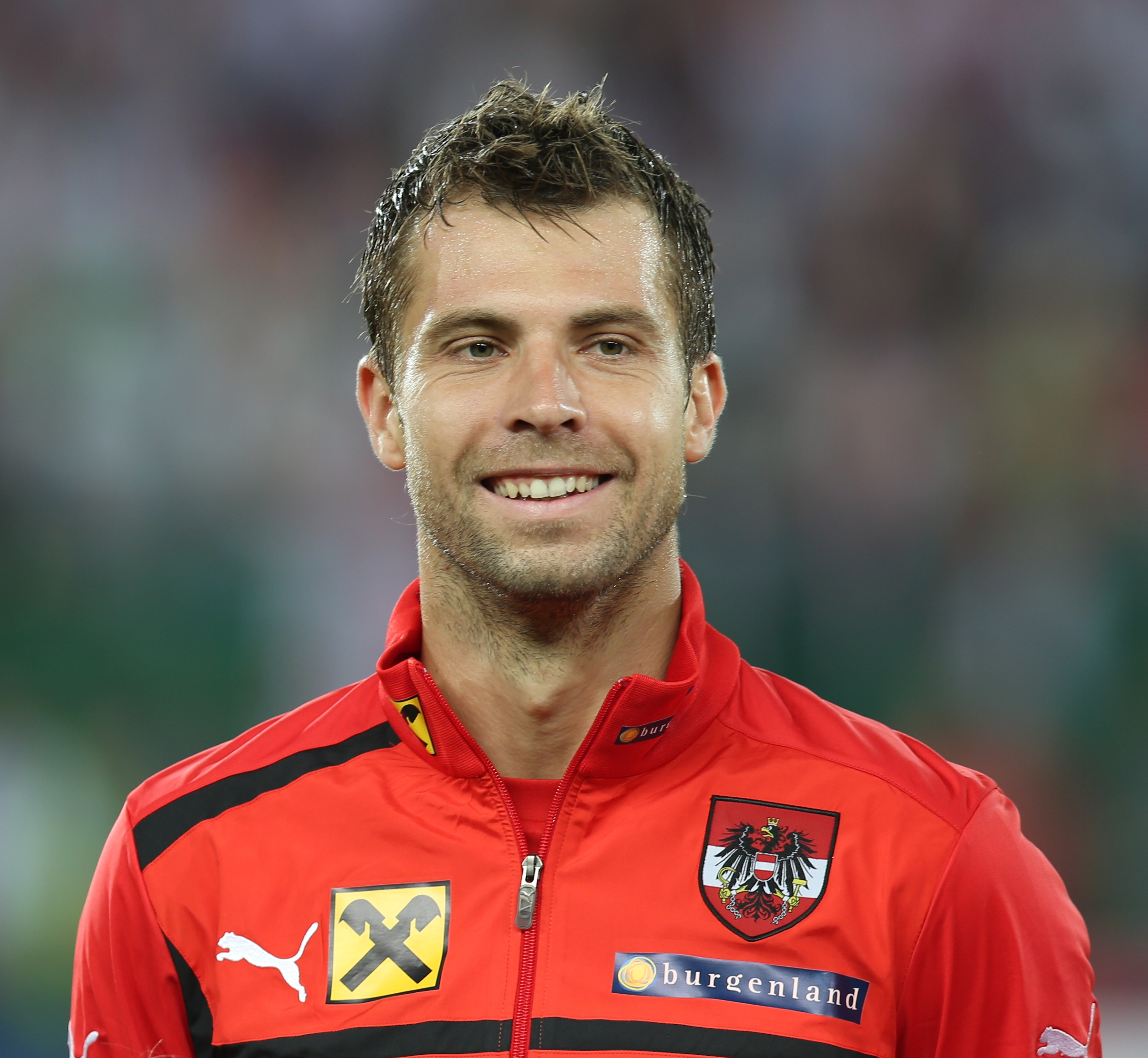
Andreas Ivanschitz am 11. September 2012 beim Länderspiel gegen Deutschland

- Clemens Ivanschitz, ehemaliger Bundesligaspieler beim SV Mattersburg
- Jürgen Rauchbauer, ehemaliger Bundesligaspieler beim FK Austria Wien und beim SV Mattersburg
- Bernd Illedich

Nachwuchsarbeit
Der ASK Baumgarten kümmert sich seit den frühen 1970er Jahren erfolgreich um die Ausbildung eigener Nachwuchsspieler. Aufgrund des geringen Nachschubs aus dem eigenen Ort – Baumgarten zählt gerade mal an die 900 Einwohner – akquiriert der Verein seine jungen Spieler vorwiegend aus der Nachbarschaft. Der bekannteste Spieler, der aus dem Nachwuchs der Burgenländer hervorging, ist mit Andi Ivanschitz der ehemalige Kapitän der österreichischen Nationalmannschaft.

## Frauenfußball
Mit Jahresbeginn 2004 gründete der Verein auch eine Mädchenmannschaft. Das erste Spiel der Nachwuchsfußballerinnen fand am 1. Oktober 2005 statt. Gemeinsam mit den Vereinsverantwortlichen von ASK Erlaa, Paulaner Wieden, DSV Wien 04, SC Katzelsdorf und MFFV ASKÖ 23 wurde eine Nachwuchsmeisterschaft für Mädchen der Altersstufe U-14 und U-15 eingerichtet, die im September 2006 startete. In weiterer Folge stieg die Mannschaft in die 2. Liga Ost/Süd auf, in der sie aber bis zu ihrer Auflösung mit der Saison 2013/14 mit geringem Erfolg spielte.

## Sportanlage

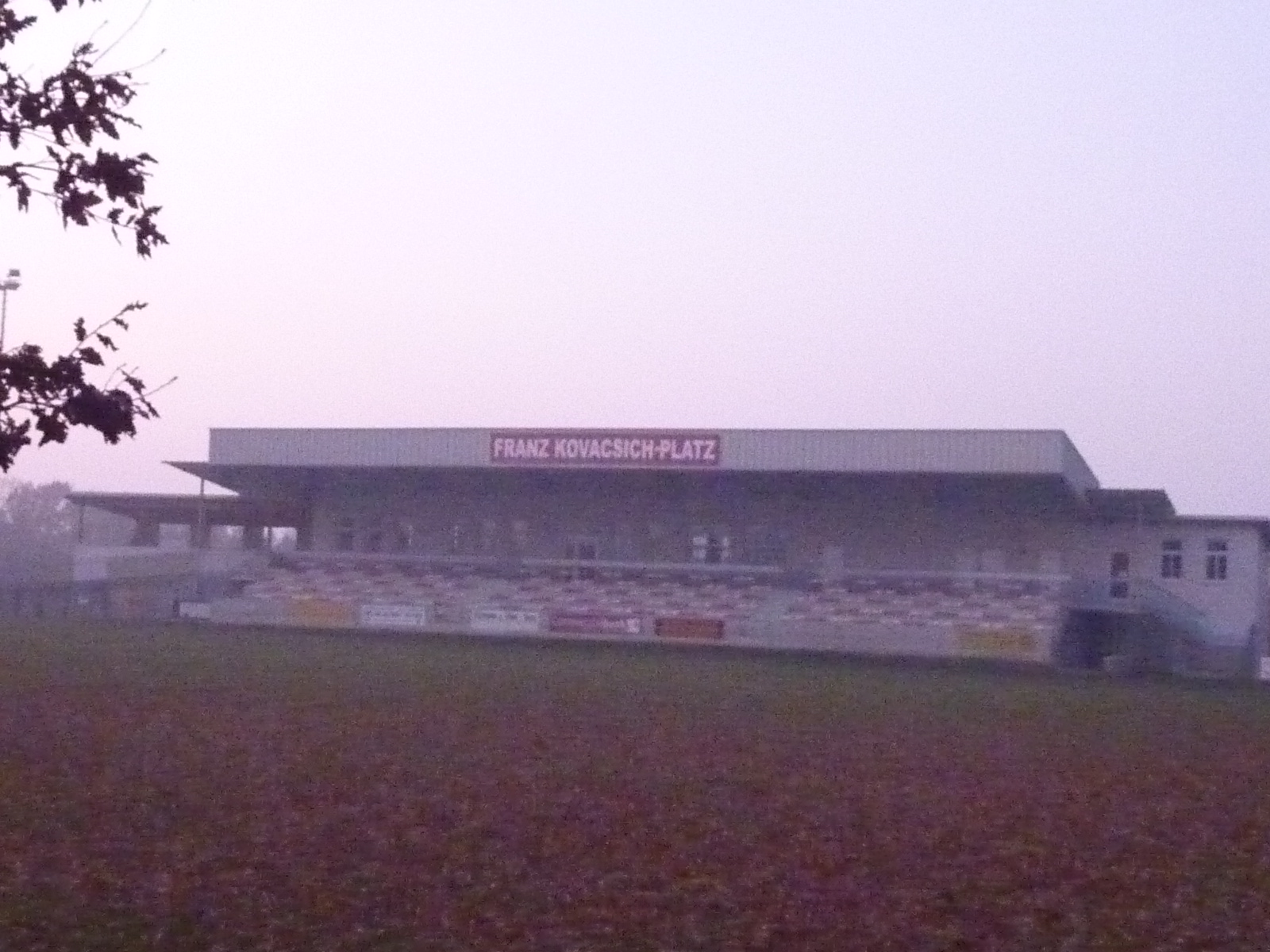
Tribüne des Franz-Kovacsich-Platzes im November 2011

Die Sportanlage des ASK Baumgarten, auch Franz-Kovacsich-Platz genannt, ist nach Franz Kovacsich (* 7. Dezember 1923; † 11. August 2015; Rufname: Franzl oder Jukac), der seit dem Jahr 1938 zuerst als Spieler und danach in verschiedensten Funktionen beim ASK Baumgarten tätig war, benannt. Bis zu seinem Tod war Kovacsich, der bereits mit allen verfügbaren Orden, Abzeichen und Urkunden geehrt worden, sowie Ehrenringträger der Gemeinde Baumgarten und Rezepient des ASKÖ-Verdienstzeichens in Gold war, Vereinsmitglied des ASK Baumgarten – 77 Jahre lang.
Im September 2000 zerstörte ein Brand die gesamte Anlage. Unter Mithilfe der Bevölkerung und einer Bausteinaktion wurde sie komplett neu und modernisiert wiedererrichtet.
Die Anlage verfügt über einen Rasenplatz (100 × 64 m) mit einer Vier-Masten-Flutlichtanlage, moderne Kabinen, Saunen, Gymnastikraum und einer überdachten Tribüne für 3500 Zuschauer.